# Mansourah (Tlemcen)
Mansourah (în arabă المنصورة) este o comună din provincia Tlemcen, Algeria.
Populația comunei este de 49.150 de locuitori (2008).